# Henry Cohn
Henry Cohn é um matemático estadunidense. É um pesquisador principal da Microsoft Research e professor adjunto do Instituto de Tecnologia de Massachusetts (MIT). Em colaboração com Abhinav Kumar, Stephen D. Miller, Danylo Radchenko e Maryna Viazovska resolveu o problema de empacotamento de esferas em 24 dimensões.
Cohn apresentou a Erdős Lecture da Universidade Hebraica de Jerusalém em 2008. Em 2016 foi eleito fellow da American Mathematical Society "for contributions to discrete mathematics, including applications to computer science and physics." Graduado pela Universidade Harvard, com um doutorado em matemática em 2000, orientado por Noam Elkies, com a tese New Bounds on Sphere Packings.
Recebeu o  Prêmio Levi L. Conant de 2018 por seu artigo A Conceptual Breakthrough in Sphere Packing, publicado em 2017 no Notices of the AMS.